# Raduga BL-10
Ch-90 (Х-90) (kod NATO AS-X-19 Koala lub AS-X-21) – radziecki, rosyjski pocisk manewrujący, następca Ch-55. Nie produkowany seryjnie, prace nad prototypami wstrzymano w 1992 roku. Nazwany przez CIA BL-10.
Pocisk był skrzydlatą rakietą naddźwiękową o zasięgu do 3000 km. Rakieta przenosiła dwie głowice atomowe wyposażone w niezależne głowice naprowadzające. Głowice mogły porazić cele odległe od siebie o maksymalnie 100 km. Nazwa rosyjska tego pocisku nie jest znana (oznaczenie BL-10 zostało nadane przez wywiad amerykański i pochodzi od poligonu Barnauł na którym odbywały się próby). Tu-160M jest domniemanym przyszłym nosicielem pocisku. Producentem miało być przedsiębiorstwo zbrojeniowe Raduga.